# Федерация альпинизма России
Федера́ция альпини́зма Росси́и (акрон. ФАР, ранее — Федера́ция альпини́зма СССР, Федера́ция альпини́зма и скалола́зания СССР) — российская общественная организация, в рамках своих полномочий осуществляющая деятельность по всестороннему развитию и популяризации альпинизма. Основана в 1958 году. Является подразделением ОКРа, а также членом UIAA, который, в свою очередь, является действительным членом МОКа.

## Краткая история
В 1929 году в СССР была образована Центральная горная секция при Центральном совете ОПТа (немногим позднее ЦС ОПТЭ (+ экскурсий) (руководитель — В. Л. Семеновский), которая объединила разрозненные горные секции, повсеместно создававшиеся в вузах, на предприятиях и в учреждениях СССР.
Реорганизация 1936 года ОПТЭ, привела к созданию двух организаций — ВСФК при ЦИК СССР и Туристско-экскурсионного управления (ТЭУ) ВЦСПС (фактически ставшим правопреемником ОПТЭ).
В январе 1937 года при Всесоюзном комитете по делам физической культуры и спорта появилась секция альпинизма (руководитель — Н. В. Крыленко), целью которой стала популяризация и развитие этого вида спорта и отдыха в стране, на первых порах на общественных началах. Главной задачей секции были определены векторы направления его дальнейшего развития, а также выработка единых форм и методов подготовки альпинистов.
В 1958 году Всесоюзная секция альпинизма была преобразована в Федерацию альпинизма СССР, а в 1966 году она была принята в Международный союз альпинистских ассоциаций (русиф. аббрев. УИАА).
В 1989 году ФА была преобразована в Федерацию альпинизма и спортивного скалолазания. После распада СССР и ликвидации Госкомспорта СССР правопреемницей Федерации стала Федерация альпинизма России (ФАР).
В разные годы её руководителями были:
- 1938—1945 — П. С. Рототаев;
- 1946—1947 — А. М. Гусев;
- 1948—1950 — Д. М. Затуловский;
- 1951—1952 — П. И. Поварнин;
- 1953—1955 — К. К .Кузьмин;
- 1956—1957 — Н. А. Романов;
- 1958—1976 — А. М. Боровиков;
- 1976—1977 — К. К. Кузьмин;
- 1978—1979 — Е. И. Тамм;
- 1980—1983 — Б. Т. Романов;
- 1984—1987 — Е. И. Тамм;
- 1988—1991 — Э. В. Мысловский[1];
- 2004—2019 — А. Е. Волков.

В настоящее время президентом ФАРа является А. А. Слотюк, исполнительным директором организации — О. В. Соломенцев.

## Структура
Высшим руководящим органом Федерации является конференция, созываемая правлением не реже одного раза в год. Отчётно-выборная конференция созывается 1 раз в 4 года. Высшим должностным лицом Федерации является её президент. Исполнительный директор, назначаемый решением президента, осуществляет финансовую, административно-хозяйственную, в том числе внешнеэкономическую, деятельность Федерации.
Структурными подразделениями Федерации являются региональные представительства, которые не являются юридическими лицами, и действуют на основании устава Федерации или на основании собственных уставов, цели и задачи которых не противоречат целям Федерации. В настоящее время Федерация имеет представительства практически во всех субъектах РФ.

## Основные задачи Федерации
В соответствие с уставом организации, её основными целями и направлениями деятельности являются:
- развитие и популяризация альпинизма как в Российской Федерации, так и на международном уровне;
- создание и развитие условий для занятий альпинизмом;
- сохранение природы горных районов;
- разработка и реализация комплекса мер по активному привлечению граждан к занятиям альпинизмом, участию в массовых спортивных мероприятиях, содействию и развитию спорта высших достижений в альпинизме;
- организация и проведение всероссийских и международных соревнований по альпинизму;
- организация и проведение экспедиций в горных районах РФ и мира;
- организация и проведение учебно-тренировочных, учебно-методических и спортивных сборов по альпинизму;
- организация деятельности сборной команды России по альпинизму и участию членов сборной команды в международных соревнованиях;
- сотрудничество с международными альпинистскими и спортивными организациями;
- организация и проведение чемпионатов, первенств и кубков РФ по альпинизму, разработка и утверждение положений (регламентов) о таких соревнованиях, наделение статусом чемпионов, победителей первенств, обладателей кубков РФ[14].